# 李佋
李佋（753年—760年8月11日），唐朝皇子，是唐肃宗李亨的第十二子，张皇后所生。
至德二载（757年）十二月，李佋封兴王。乾元三年（760年）四月，封兴王李佋为凤翔节度大使。因为李佋是嫡出，张皇后一直想更换太子李豫，立李佋为储君。上元元年（760年）六月廿六日，李佋去世。八月，册赠恭懿皇太子。十一月，葬于高阳原。

## 延伸阅读
[在维基数据编辑]
 《舊唐書·卷116》，出自刘昫《舊唐書》